# Batalla de Dunbar (1650)
La Primera Batalla de Dunbar fue un enfrentamiento militar librado en el contexto de la tercera guerra civil inglesa el 3 de septiembre de 1650 entre las fuerzas parlamentarias mandadas por Oliver Cromwell y el ejército escocés dirigido por David Leslie, leal al rey Carlos II, quien fue proclamado rey de Escocia el 5 de febrero de 1649. Terminó con la victoria de las primeras.